# Begonia aconitifolia
Begonia aconitifolia A.DC. – gatunek rośliny z rodziny begoniowatych.

## Morfologia
Zimozielona roślina zielna lub częściowo zdrewniała (półkrzew) o wzniesionym pokroju. Na siedliskach naturalnych osiąga wysokość do 1,2 m. Ma smukłe łodygi z regularnie rozmieszczonymi, nabrzmiałymi węzłami i szerokimi, asymetrycznymi, głęboko ząbkowanymi liśćmi. Są zielone z białymi, smugowatymi plamami. Wytwarza białe i różowe kwiaty.
Przez długi czas begonia ta opisywana była jako dwa odrębne gatunki: B. aconitifolia i B. sceptrum. Różniły się od siebie morfologią liści. Badania filogenetyczne wykazały jednak, że jest to ten sam gatunek, a różnice morfologiczne wynikają z różnych warunków środowiskowych. Begonia ta może bowiem zmieniać kształt i barwę liści w zależności od warunków siedliskowych, zwłaszcza od oświetlenia. 

## Zastosowanie
Bywa uprawiana jako roślina ozdobna, w Polsce rzadko.

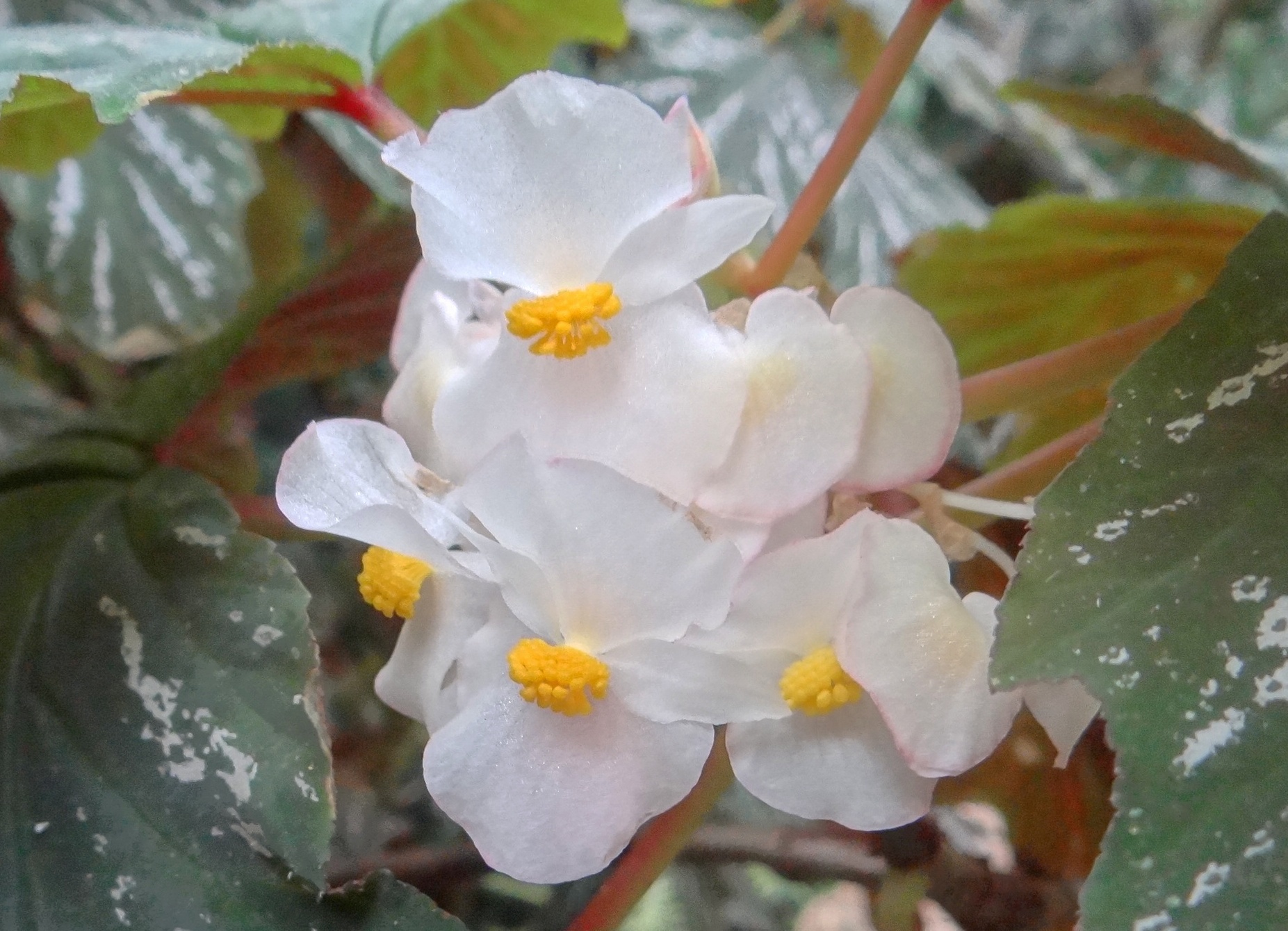
Kwiaty